# Herman Reijers

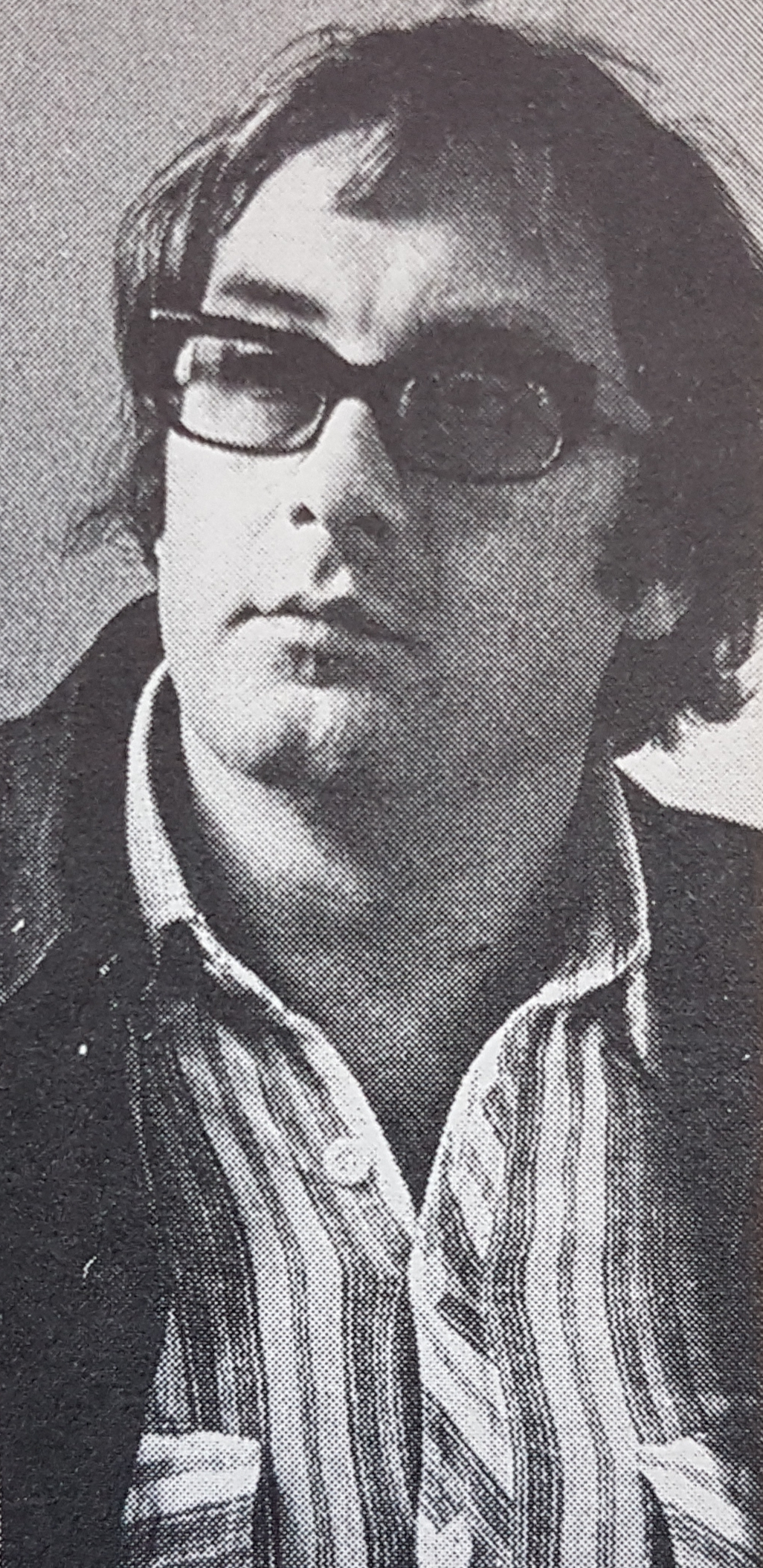
Herman Reijers

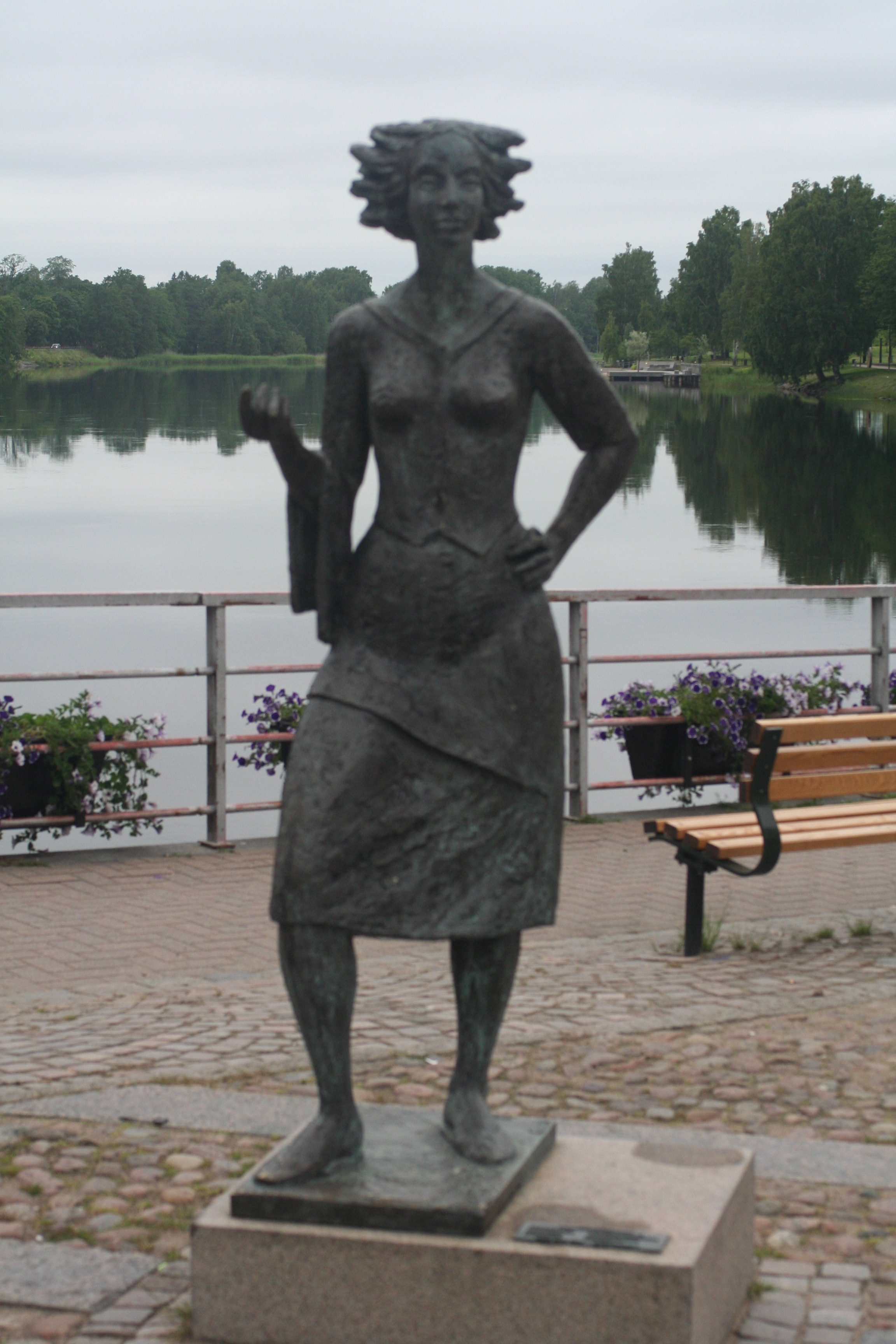
Sola i Karlstad i Karlstad

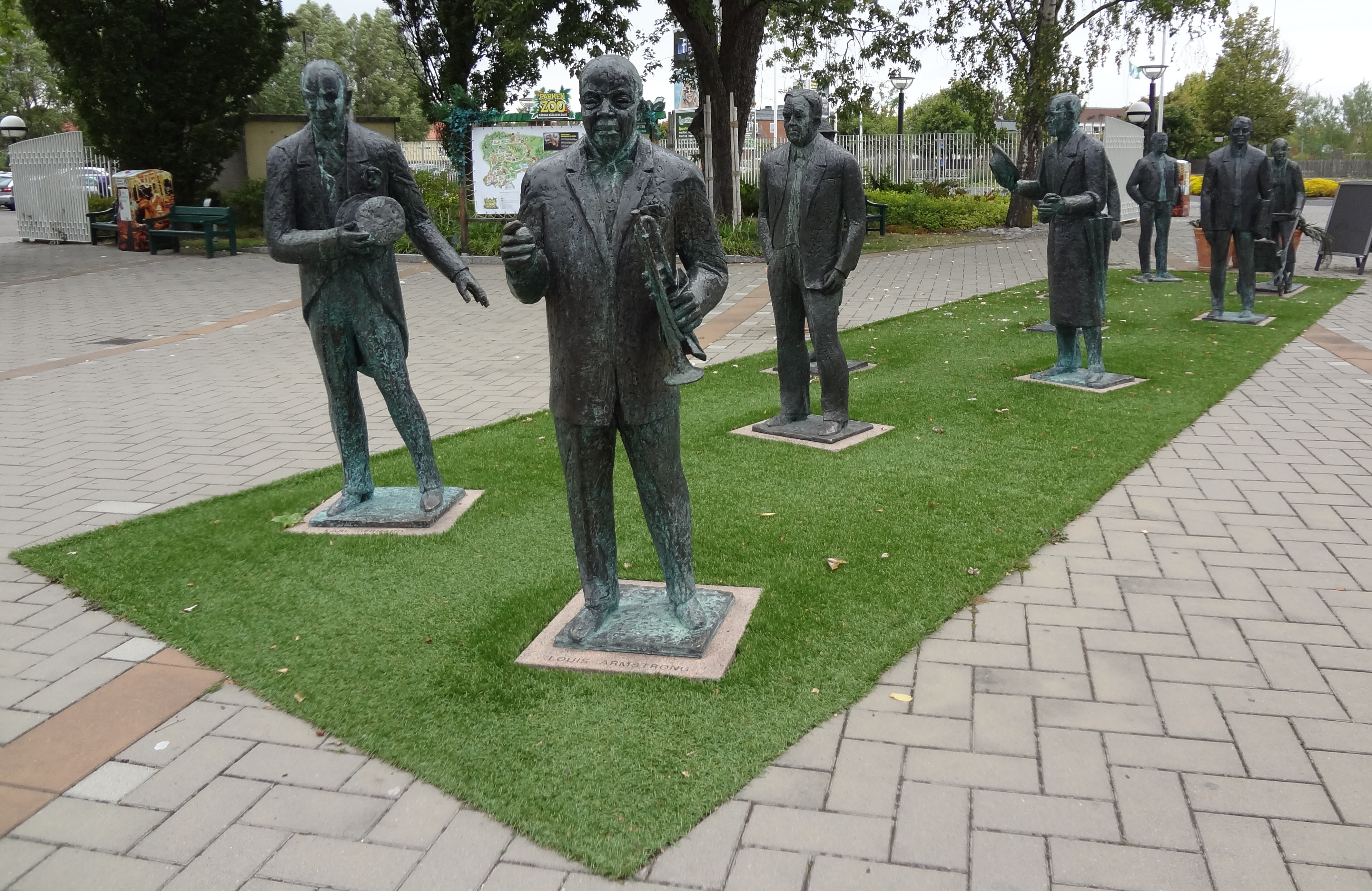
Ju mer vi är tillsammans i Eskilstuna

Hermannus (Herman) Johannes Reijers, född 25 mars 1935 i Amsterdam, död i augusti 2001, var en nederländsk-svensk skulptör, tecknare och grafiker.
Herman Reijers utbildade sig vid Rijksakademie voor beeldende kunsten i Amsterdam 1952–1954, varefter han flyttade till Värmland och där han bland annat arbetade som teckningslärare i Grums och Forshaga samt vid Kyrkeruds Estetiska Folkhögskola i Årjäng 1976–1997. Hans första separatutställning hölls på Värmlands museum 1957. Han var son till köpmannen och botanisten Nicolas Hendrik Reijers och Catarina Maria Govers och från 1954 gift med Greta Nilson född Jonsson och sedan Ann-marie Reijers.
Herman har sex barn Giselle Reijers, Ditte Reijers, Rinate Reijers, Andreas Reijers, Rebecca Reijers och Petra Reijers.

## Verk i urval
- Sola i Kallsta, brons, 1985, framför Stadshotellet i Karlstad (gåva till kommunen från journalisten Lennart Cedrup)
- Vindöga, brons, Centralsjukhuset i Karlstad
- Väktaren, (Kunskapens väktarer), brons, 1968, Välkommaskolan i Malmberget och Karlstads universitet
- Elis i Tasere, brons, gågatan i Arvika
- Ju mer vi är tillsammans, brons, 1988, vid ingången till Eskilstuna Zoo
- Gustaf Fröding, brons, 1996, Västra Torggatan i Karlstad
- Blå ängeln, Västerstrandskyrkan i Karlstad
- Kampen mellan Jakob och Ängeln, brons, 1993, utanför Ruds kyrka i Karlstad
- Flyttlasset, brons, Långtäppan i Karlstad
- Lektionen, svetsad koppar, Holmeskolan Torsby